# Club Social y Deportivo Defensa y Justicia
Il Club Social y Deportivo Defensa y Justicia, meglio noto come Defensa y Justicia, è una società polisportiva argentina con sede nella città di Florencio Varela, nota soprattutto per la sua squadra calcistica, che milita nella Primera División, la massima divisione del campionato argentino, e disputa le partite interne allo stadio Norberto Tomaghello di Florencio Varela, impianto da 18 000 posti.
Attivo anche nella pallamano e nell'hockey, il club ha una squadra di calcio che partecipa alla Primera División dal secondo semestre del 2014, dopo essersi classificata seconda nella Primera B Nacional nella stagione 2013-2014. È una delle squadre che hanno militato più a lungo nella Primera B Nacional, per un totale di 24 stagioni nella categoria. Ha militato inoltre in tutte le categorie del campionato argentino di calcio.

## Storia
Il club venne fondato il 20 marzo 1935. Inizialmente i colori sociali erano il bianco e il blu, ma nel 1981 vennero adottati il giallo e il verde in omaggio allo sponsor della squadra, una locale azienda di autobus.
Fu necessario attendere fino al 1977 per accedere alla Primera D, divisione regionale della quinta serie argentina. Nel 1982 ottenne la promozione in Primera C, mentre tre anni dopo, nel 1985, venne promosso in Primera B Metropolitana. Dopo una sola stagione, ottenne l'accesso alla Primera B Nacional, facendo il suo esordio in un campionato nazionale.
Nella stagione 2005-2006 si piazzò all'undicesimo posto, ma col il secondo peggior punteggio - tenendo conto dei due anni precedenti - tra le squadre della Grande Buenos Aires. Di conseguenza, giocò uno spareggio promozione-retrocessione contro una squadra di Primera B Metropolitana, il Deportivo Morón. Il risultato complessivo, dopo l'andata e il ritorno, fu di 4-4, il che permise al Defensa y Justicia di conservare la categoria. Nel 2007-2008 si è piazzato al sedicesimo posto.
Al termine della stagione 2013-2014 si classifica al secondo posto della Primera B Nacional con 75 punti e si aggiudica la sua prima storica promozione in Primera División, dove debutta il 9 agosto 2014 perdendo per 1-3 in casa contro il Racing Club.
Nella stagione 2017 partecipa per la prima volta a una competizione internazionale, la Coppa Sudamericana, dopo aver ottenuto l'ottavo posto in campionato nel 2016. Nella prima fase riesce ad eliminare i brasiliani del San Paolo, ma nella seconda fase il Defe viene eliminato da un'altra squadra brasiliana, la Chapecoense.
Partecipa alla Copa Sudamericana anche nel 2018. Dopo aver perso in casa per 0-1 contro l'América de Cali, la compagine allenata da Juan Pablo Vojvoda ribalta il risultato imponendosi in Colombia, accedendo al turno successivo. Con Sebastián Beccacece in panchina, elimina poi l'El Nacional battendolo per 2-0 in casa e perdendo per 1-0 allo stadio olimpico Atahualpa di Quito, a 2800 metri sul livello del mare. Agli ottavi di finale prevale sui connazionali del Banfield (0-0 in casa e 0-2 in trasferta). Ai quarti cade contro i colombiani dell'Atlético Junior per la regola dei gol fuori casa (sconfitta per 2-0 in trasferta e vittoria per 3-1 in casa).
Nella stagione 2018-2019 il Defensa è autore di un ottimo avvio: nelle prime 19 giornate di campionato si mantiene imbattuto e lotta per il titolo, ma un calo negli ultimi turni consente al Racing Club di laurearsi campione. Il Defensa chiude comunque al secondo posto, qualificandosi per la prima volta alla Coppa Libertadores. Nel 2019-2020 conclude il campionato al sesto posto; in ambito continentale, dopo il terzo posto nel girone di Libertadores, passa in Coppa Sudamericana, dove raggiunge la finale contro il Lanús, che sconfigge per 3-0 allo stadio Mario Alberto Kempes di Córdoba, aggiudicandosi per la prima volta un trofeo. Nel 2021 vince la Recopa Sudamericana, prevalendo ai tiri di rigore nella doppia finale contro il Palmeiras.

## Palmarès

### Competizioni nazionali
- Primera B Metropolitana: 1

1996-1997
- Primera C Metropolitana: 1

1985
- Primera D: 1

1982

### Competizioni internazionali
- Coppa Sudamericana: 1

2020
- Recopa Sudamericana: 1

2021

### Altri piazzamenti
- Campionato argentino:

Secondo posto: 2018-2019, 2021
- Copa Argentina:

Finalista: 2023
- Primera B Nacional:

Secondo posto: 2013-2014
- Coppa Sudamericana:

Semifinalista: 2023

## Organico

### Rosa 2025
Aggiornata al 5 febbraio 2025.
| N. |                      | Ruolo | Calciatore        |
| -- | -------------------- | ----- | ----------------- |
| 1  | Argentina (bandiera) | P     | Facundo Masuero   |
| 3  | Argentina (bandiera) | D     | Alexis Soto       |
| 4  | Argentina (bandiera) | D     | Agustín Sienra    |
| 5  | Argentina (bandiera) | C     | Kevin Gutiérrez   |
| 6  | Uruguay (bandiera)   | D     | Lucas Ferreira    |
| 7  | Argentina (bandiera) | A     | Abiel Osorio      |
| 8  | Cile (bandiera)      | C     | César Pérez       |
| 9  | Argentina (bandiera) | A     | Juan Miritello    |
| 10 | Argentina (bandiera) | C     | Aaron Molinas     |
| 11 | Argentina (bandiera) | A     | Gastón Togni      |
| 13 | Argentina (bandiera) | D     | Lucas Souto       |
| 14 | Argentina (bandiera) | D     | Ezequiel Cannavo  |
| 15 | Argentina (bandiera) | D     | Damián Pérez      |
| 16 | Argentina (bandiera) | C     | Valentín Larralde |
| 17 | Argentina (bandiera) | A     | Agustín Hausch    |
| 18 | Argentina (bandiera) | D     | Ignacio Galván    |
| 19 | Argentina (bandiera) | A     | David Barbona     |

| N. |                      | Ruolo | Calciatore           |
| -- | -------------------- | ----- | -------------------- |
| 20 | Argentina (bandiera) | C     | Lucas González       |
| 21 | Argentina (bandiera) | C     | Matías Miranda       |
| 22 | Argentina (bandiera) | C     | Santiago Sosa        |
| 24 | Argentina (bandiera) | C     | Maximiliano González |
| 25 | Argentina (bandiera) | P     | Enrique Bologna      |
| 26 | Argentina (bandiera) | A     | Francisco González   |
| 28 | Argentina (bandiera) | D     | Emanuel Aguilera     |
| 29 | Argentina (bandiera) | A     | Gastón González      |
| 30 | Colombia (bandiera)  | C     | Kevin Balanta        |
| 32 | Argentina (bandiera) | A     | Matías Sosa          |
| 33 | Argentina (bandiera) | C     | Nicolás Palavecino   |
| 34 | Argentina (bandiera) | D     | Rafael Delgado       |
| 35 | Argentina (bandiera) | C     | Benjamín Schamine    |
| 36 | Argentina (bandiera) | P     | Roberto León         |
| 37 | Argentina (bandiera) | A     | Matías Ramírez       |
| 38 | Argentina (bandiera) | D     | Tobías Rubio         |

### Rose delle stagioni precedenti
- stagione 2008-2009

### Rosa 2020-2021
Aggiornata al 5 ottobre 2020.
| N. |                      | Ruolo | Calciatore                 |
| -- | -------------------- | ----- | -------------------------- |
| 1  | Argentina (bandiera) | P     | Marcos Ledesma             |
| 2  | Argentina (bandiera) | D     | Adonis Frías               |
| 3  | Argentina (bandiera) | D     | Marcelo Benítez            |
| 4  | Argentina (bandiera) | D     | Agustín Sienra             |
| 5  | Argentina (bandiera) | C     | Nelson Acevedo             |
| 6  | Argentina (bandiera) | D     | Nahuel Gallardo            |
| 7  | Argentina (bandiera) | C     | Nicolás González           |
| 8  | Argentina (bandiera) | C     | Jonathan Farías            |
| 9  | Uruguay (bandiera)   | A     | Miguel Merentiel           |
| 10 | Argentina (bandiera) | C     | Tomás Ortiz                |
| 11 | Argentina (bandiera) | A     | Lucas Albertengo           |
| 13 | Argentina (bandiera) | C     | Rodrigo Herrera            |
| 14 | Argentina (bandiera) | D     | Pedro David Ramírez        |
| 15 | Argentina (bandiera) | A     | Nicolás Leguizamón         |
| 17 | Argentina (bandiera) | P     | Nicolás Avellaneda         |
| 19 | Argentina (bandiera) | D     | Nicolás Tripichio          |
| 20 | Argentina (bandiera) | A     | Walter Bou                 |
| 21 | Argentina (bandiera) | D     | Angelo Sarvonio            |
| 22 | Argentina (bandiera) | P     | Ezequiel Unsain (capitano) |

| N. |                      | Ruolo | Calciatore              |
| -- | -------------------- | ----- | ----------------------- |
| 23 | Argentina (bandiera) | A     | Eugenio Isnaldo         |
| 24 | Colombia (bandiera)  | D     | Mauricio Duarte         |
| 25 | Argentina (bandiera) | D     | Néstor Breitenbruch     |
| 26 | Argentina (bandiera) | A     | Juan Cruz Villagra      |
| 27 | Argentina (bandiera) | A     | Enzo Coacci             |
| 28 | Argentina (bandiera) | D     | Juan Gabriel Rodríguez  |
| 30 | Colombia (bandiera)  | C     | Raúl Loaiza             |
| 31 | Argentina (bandiera) | A     | Braian Romero           |
| 32 | Argentina (bandiera) | A     | Ciro Rius               |
| 33 | Argentina (bandiera) | D     | Franco Paredes          |
| 34 | Argentina (bandiera) | C     | Enzo Fernández          |
| 35 | Argentina (bandiera) | A     | Gabriel Hachen          |
| 37 | Argentina (bandiera) | D     | Emanuel Brítez          |
| 38 | Argentina (bandiera) | C     | Maximiliano Luayza Koot |
| 39 | Argentina (bandiera) | C     | Lautaro Escalante       |
| 40 | Argentina (bandiera) | A     | Facundo Echevarría      |
|    | Argentina (bandiera) | C     | Alexis Soto             |
|    | Argentina (bandiera) | C     | Julián López            |
|    | Argentina (bandiera) | C     | Valentín Larralde       |

#### Rosa 2019-2020
Aggiornata al 28 luglio 2019.
| N. |                      | Ruolo | Calciatore         |
| -- | -------------------- | ----- | ------------------ |
| 1  | Argentina (bandiera) | P     | Lucio Chiappero    |
| 2  | Argentina (bandiera) | D     | Adonis Frías       |
| 4  | Paraguay (bandiera)  | D     | Julio González     |
| 5  | Argentina (bandiera) | C     | Lucas Villarruel   |
| 9  | Argentina (bandiera) | A     | Fernando Márquez   |
| 11 | Argentina (bandiera) | C     | Alexis Castro      |
| 14 | Argentina (bandiera) | D     | Marcelo Herrera    |
| 16 | Argentina (bandiera) | D     | Gonzalo Piovi      |
| 17 | Argentina (bandiera) | P     | Nicolás Avellaneda |
| 18 | Argentina (bandiera) | C     | Francisco Cerro    |
| 19 | Argentina (bandiera) | D     | Nicolás Tripichio  |
| 20 | Argentina (bandiera) | C     | Bautista Merlini   |
| 22 | Argentina (bandiera) | P     | Ezequiel Unsain    |

| N. |                      | Ruolo | Calciatore             |
| -- | -------------------- | ----- | ---------------------- |
| 25 | Uruguay (bandiera)   | C     | Ignacio González       |
| 26 | Paraguay (bandiera)  | C     | Braian Ojeda           |
| 28 | Argentina (bandiera) | D     | Juan Gabriel Rodríguez |
| 29 | Argentina (bandiera) | C     | Nicolás Fernández      |
| 31 | Argentina (bandiera) | C     | Ignacio Aliseda        |
| 33 | Argentina (bandiera) | D     | Rafael Delgado         |
| 34 | Argentina (bandiera) | A     | Ricardo Ramirez        |
|    | Argentina (bandiera) | C     | Rubén Botta            |
|    | Argentina (bandiera) | D     | Marcelo Benítez        |
|    | Argentina (bandiera) | A     | Enzo Coacci            |
|    | Argentina (bandiera) | A     | Guido Mainero          |
|    | Argentina (bandiera) | A     | Nicolás Maná           |
|    | Colombia (bandiera)  | C     | Raúl Loaiza            |

#### Rosa 2017-2018
| N. |                      | Ruolo | Calciatore         |
| -- | -------------------- | ----- | ------------------ |
| 1  | Argentina (bandiera) | P     | Lucio Chiappero    |
| 2  | Argentina (bandiera) | D     | Dylan Gissi        |
| 3  | Argentina (bandiera) | D     | Damián Adín        |
| 3  | Argentina (bandiera) | D     | Lucas Suárez       |
| 4  | Argentina (bandiera) | D     | Rafael Barrios     |
| 5  | Argentina (bandiera) | C     | Luis Jerez         |
| 6  | Argentina (bandiera) | D     | Alexander Barboza  |
| 7  | Argentina (bandiera) | A     | Juan Kaprof        |
| 8  | Uruguay (bandiera)   | C     | Ignacio Rivero     |
| 8  | Argentina (bandiera) | C     | Tomás Pochettino   |
| 9  | Argentina (bandiera) | A     | Fernando Márquez   |
| 10 | Argentina (bandiera) | C     | Hernán Fredes      |
| 10 | Argentina (bandiera) | C     | Leonel Miranda     |
| 11 | Argentina (bandiera) | A     | Facundo Melivilo   |
| 11 | Argentina (bandiera) | C     | Franco Cristaldo   |
| 12 | Argentina (bandiera) | A     | Ciro Rius          |
| 13 | Argentina (bandiera) | C     | Gonzalo Castellani |
| 13 | Uruguay (bandiera)   | D     | Christian Almeida  |

| N. |                      | Ruolo | Calciatore          |
| -- | -------------------- | ----- | ------------------- |
| 14 | Argentina (bandiera) | C     | Adrián Cubas        |
| 16 | Argentina (bandiera) | C     | Horacio Tijanovich  |
| 17 | Argentina (bandiera) | C     | Fabián Bordagaray   |
| 18 | Argentina (bandiera) | D     | Pablo Alvarado      |
| 18 | Argentina (bandiera) | D     | Nahuel Molina       |
| 20 | Argentina (bandiera) | D     | Rafael Delgado      |
| 21 | Cile (bandiera)      | P     | Gabriel Arias       |
| 21 | Argentina (bandiera) | D     | Santiago Zurbriggen |
| 22 | Argentina (bandiera) | P     | Ezequiel Unsain     |
| 23 | Argentina (bandiera) | P     | Nicolás Avellaneda  |
| 24 | Argentina (bandiera) | C     | Daniel González     |
| 24 | Argentina (bandiera) | D     | Lisandro Martínez   |
| 25 | Argentina (bandiera) | C     | Gonzalo Díaz        |
| 26 | Uruguay (bandiera)   | D     | Leandro Zazpe       |
| 27 | Argentina (bandiera) | D     | Hugo Silva          |
| 29 | Argentina (bandiera) | C     | Nicolás Fernández   |
| 30 | Argentina (bandiera) | C     | Fernando Elizari    |
| 35 | Argentina (bandiera) | D     | Lucas Bareiro       |

## Allenatori
- Ricardo Zielinski (2002-2003)
- Jorge Bermúdez (2010)
- Jorge Almirón (2012-2013)
- Diego Cocca (2013-2014)
- José Oscar Flores (2014-2015)
- Ariel Holan (2015-2016)
- José María Martínez (2016)
- Sebastián Beccacece (2016-2017)
- Nelson Vivas (2017)
- Juan Pablo Vojvoda (2017-2018)
- Sebastián Beccacece (2018-2019)
- Mariano Soso (2019-2020)
- Hernán Crespo (2020-2021)